# Turmitta
Turmitta era una ciutat de la zona fronterera entre els hitites i Mitanni que cap al segle xv aC era independent.
Va caure sota influència de Mitanni, i a finals del segle xv aC els hitites la van sotmetre. Als voltants del 1360 aC el rei Tushratta de Mitanni hi va afavorir una revolta. Subiluliuma I, que probablement encara només era príncep hereu hitita, va anar a la zona i va derrotar els rebels.
A la segona meitat del segle xiv aC els atacs dels kashka, que arribaven bastant al sud es van apropar a la ciutat. Van prendre el control de dues ciutats principals: Halila i Dudduska que Mursilis II va destruir en la seva primera campanya al primer any del seu regnat, potser el 1320 aC. Els seus Annals diuen: "La tribu kashka del territori de la ciutat de Turmitta va començar una guerra contra mi. Vaig marxar contra ells i vaig atacar Halila i Duduska i les vaig ocupar. Vaig prendre captius, vaques i ovelles i les vaig incendiar". "Les tribus kashkes dels territoris de la ciutat de Turmitta van ser sotmeses i des de llavors em subministren tropes regularment".